# Peneia-Pony
Das Peneia-Pony ist eine aus griechischen Provinz Elis stammende Pferderasse.
Hintergrundinformationen zur Pferdebewertung und -zucht finden sich unter: Exterieur, Interieur und Pferdezucht.

## Exterieur
Das Peneia-Pony hat einen ausdrucksvollen Kopf, ein gerades Profil, intelligente Augen, kleine Ohren, einen starken geraden Hals, eine üppige Mähne mit kräftigem Schopf, einen tief angesetzten Schweif und kleine, harte Hufe. Die Hinterbeine sind oft kuhhessig gestellt und die Hinterhand erscheint schwach. Dennoch ist das Peneia-Pony kräftiger als die anderen griechischen Pferderassen und eignet sich sehr gut als Bergpferd.
Das Stockmaß beträgt zwischen 127 und 142 cm. Oft sind Stichelhaarige, Füchse und Rappen vertreten, selten auch Braune und Schwarzbraune. 

## Interieur
Das Peneia-Pony wurde bereits im Altertum aufgrund der arbeitswilligen und anspruchslosen Art als Reit- und Packpony geschätzt.

## Zuchtgeschichte
Früher in der Landwirtschaft eingesetzt, ist das Peneia-Pony heute wegen der Mechanisierung vom Aussterben bedroht.